# Зеллеріх
Зеллеріх (нім. Sellerich) — громада в Німеччині, розташована в землі Рейнланд-Пфальц. Входить до складу району Бітбург-Прюм. Складова частина об'єднання громад Прюм.
Площа — 17,37 км2. Населення становить 288 ос. (станом на 31 грудня 2020).